# Zaloše
Zaloše so naselje v Občini Radovljica.